# 阿罗肖
阿罗肖（義大利語：Arosio），是意大利科莫省的一个市镇。总面积2平方公里，人口4873人，人口密度2436.5人/平方公里（2009年）。ISTAT代码为013012。